# La baraonda
La baraonda és una pel·lícula italiana del 1980 dirigida per Florestano Vancini. també va estar distribuïda per Passioni popolari.

## Trama
Durant la Cursa de sis dies de ciclisme al Palasport di San Siro, el metge esportiu Federico Salvi rep la visita de la seva ex-xicota Erminia, procedent de la Romanya, que es presenta amb una criatura i afirma que és d'ell. Tanmateix, Federico es nega a reconèixer-lo

## Repartiment
- Giuliano Gemma: Federico Salvi
- Edi Angelillo: Erminia
- Wanda Aschel Bacciella:
- Narcisa Bonati:
- Enrico Grazioli:
- Francesco Salvi: balordo
- Andrea Roncato
- Guido Nicheli
- Gianfranco Mauri:

## Crítica
«... fresc poc dibuixat...» *

## Nominacions
- David di Donatello 1981: nominada al millor muntatge[2]